# Тест (река)
Тест (енгл. River Test) је река у Уједињеном Краљевству, у Енглеској. Дуга је 64 km. Протиче кроз Хемпшир. Улива се у Ламанш. 